# Базиліка Богоматері Сапопан
Базиліка Богоматері Сапопан (ісп. Basílica de Nuestra Señora de Zapopan) і однойменне абатство є францисканським святилищем 17-го століття, побудованим у центрі міста Сапопан, штат Халіско, Мексика.
Це одне з найбільш відвідуваних святилищ у Західній Мексиці, і в ньому зберігається дерев'яна Богородиця, яка вважається цінною реліквією середньовічного походження, яка потрапила з Іспанії до Нової Галісії в 16 столітті. У будівлі розташований музей Уічоля.

## Католицькі приналежності
Церковний комплекс належить до францисканської провінції св. Франциска і Джеймса (Francisco y Santiago), що включає Халіско, Монтеррей, Гуанахуато та Сакатекас. При церкві є будинок престарілих Valle de la Misericordia (Долина Милосердя).
Абатство складається з членів францисканського ордену братів менших, хоча його також використовують капуцини, третій орден, товариство святого Франциска, клариски та сестри-францисканки. Він також співпрацював з домініканцями та францисканською молоддю (Юфра) з Роха.

## Діва Сапопан

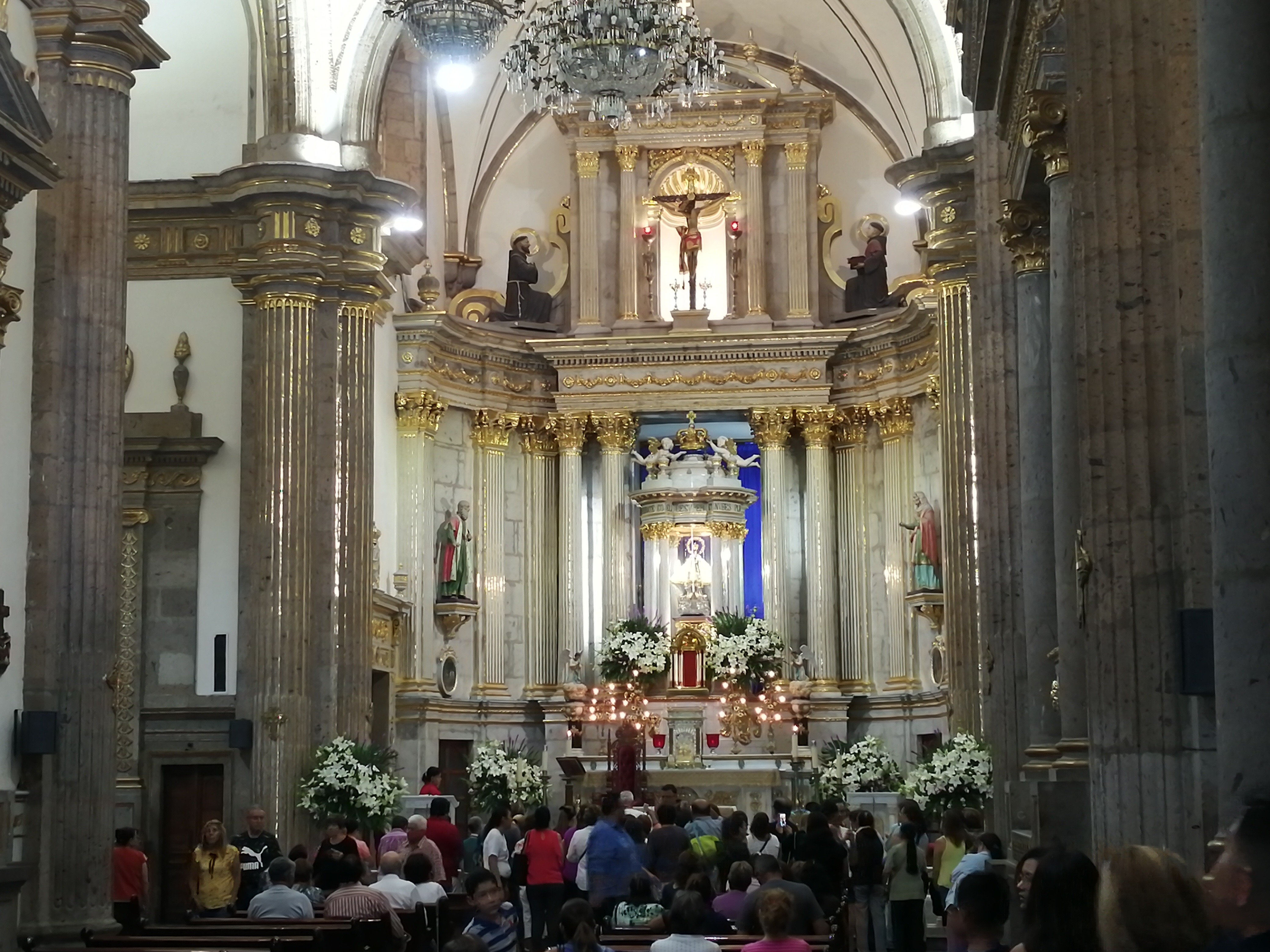
Інтер'єр базиліки Сапопан у 2019

Діва Сапопан також відома як Богоматір Очікування. Її також називають La Generala або Zapopanita. У 1734 році вона була проголошена покровителькою від бурі та блискавки. Статуя перебуває у Гвадалахарі з 13 червня по 12 жовтня.
Після здобуття Мексикою незалежності в 1821 році Богородиця була проголошена покровителькою штату Халіско. Вона була канонічно коронована 18 січня 1921 року на церемонії, яка включала вручення ключів від міста Гвадалахара.

### Ромерія—паломництво
Ромерія Богородиці Сапопан — щорічне паломництво від кафедрального собору Гвадалахари до базиліки Сапопан.
Воно вважається третім за значенням паломництвом в країні після паломництва Діви Гваделупської та Діви Сан-Хуан-де-лос-Лагос. Ромерія Діви Сапопанської складається з маршруту 8 км, від столичного собору Гвадалахари до базиліки Богоматері Сапопан.
На світанку 12 жовтня кожного року процесія мирян-католиків, доколумбових танцюристів, жебраків, священиків і семінаристів несе статую Діви Марії від собору до базиліки. Фігуру Богородиці супроводжує понад 1 000 000 людей. Цей фестиваль залучає більшість населення обох міст і завершується месою на площі біля базиліки. Завершується захід традиційними танцями та вечірнім феєрверком.
У 2018 році ЮНЕСКО внесло Ромерію — паломництво до Репрезентативного списку нематеріальної культурної спадщини людства.

## Історія базиліки та абатства
Різні племена корінних народів населяли регіон Сапопан приблизно з 12 століття нашої ери. Іспанські конкістадори на чолі з Нуньо Бельтраном де Гусманом завоювали цю територію в 1530 році для Нової Іспанії. Незабаром пішли місіонери. У 1541 році за вказівкою короля Іспанії було засновано місто Нуестра Сеньйора де ла Консепсьйон де Сапопан (Богоматір Непорочного Зачаття Сапопана). Місцева легенда розповідає, що Богородиця заступилася між іспанцями та корінними народами під час завойовницьких битв, переконавши місцеве населення скласти зброю та прийняти християнство.
Основне будівництво абатства та базиліки почалося в 1689 році, хоча початковий проект із часом зазнавав змін, доповнень та перетворень. У передній частині церкви є великий вестибюль з порталами у стилі іспанського бароко з іонічними колонами, скульптурними рельєфами та великими урнами на постаментах.
Вікна кімнат священика виходять з боку церкви. Головний вівтар виготовлено з італійського каррарського мармуру. Постамент для статуї Богородиці був виготовлений з кипариса місцевими майстрами в XVII столітті. Всередині абатства є житло на першому та другому поверсі та каплиця для священиків. Є також сади медитації. Базиліка слугує семінарією та центром релігійного навчання францисканців.
Місцева легенда розповідає, що Богородиця прийшла на допомогу місцевому населенню, яке боролося за незалежність від Іспанії в 1821 році. У 1979 році костел відвідав Папа Іван Павло ІІ.
Базиліка є монументальним зразком колоніальної барокової архітектури 17-го століття та оточена іншими іспанськими колоніальними архітектурними спорудами, такими як каплиця Некстіпак (споруда францисканців), каплиця Санта-Ана Тепетітлан (лікарня, заснована францисканцями). Також є будівлі пізнішого XVII століття, такі як неокласична церква Сан-Педро-Апостол, Крус-Атріал-де-Тесістан, муніципальний палац і вхідна арка Сапопан.

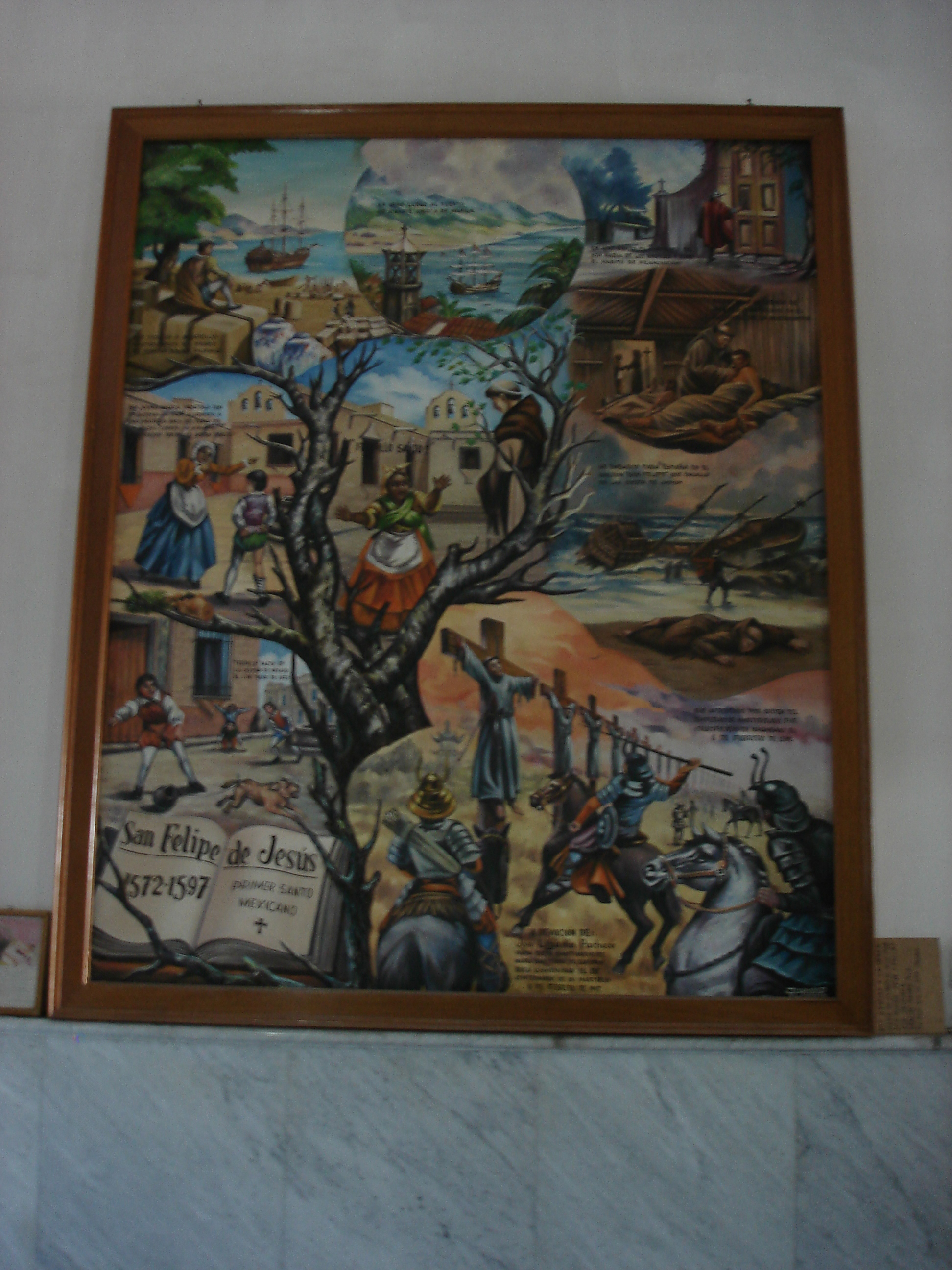
Картина життя Сан Феліпе де Хесус у церкві.

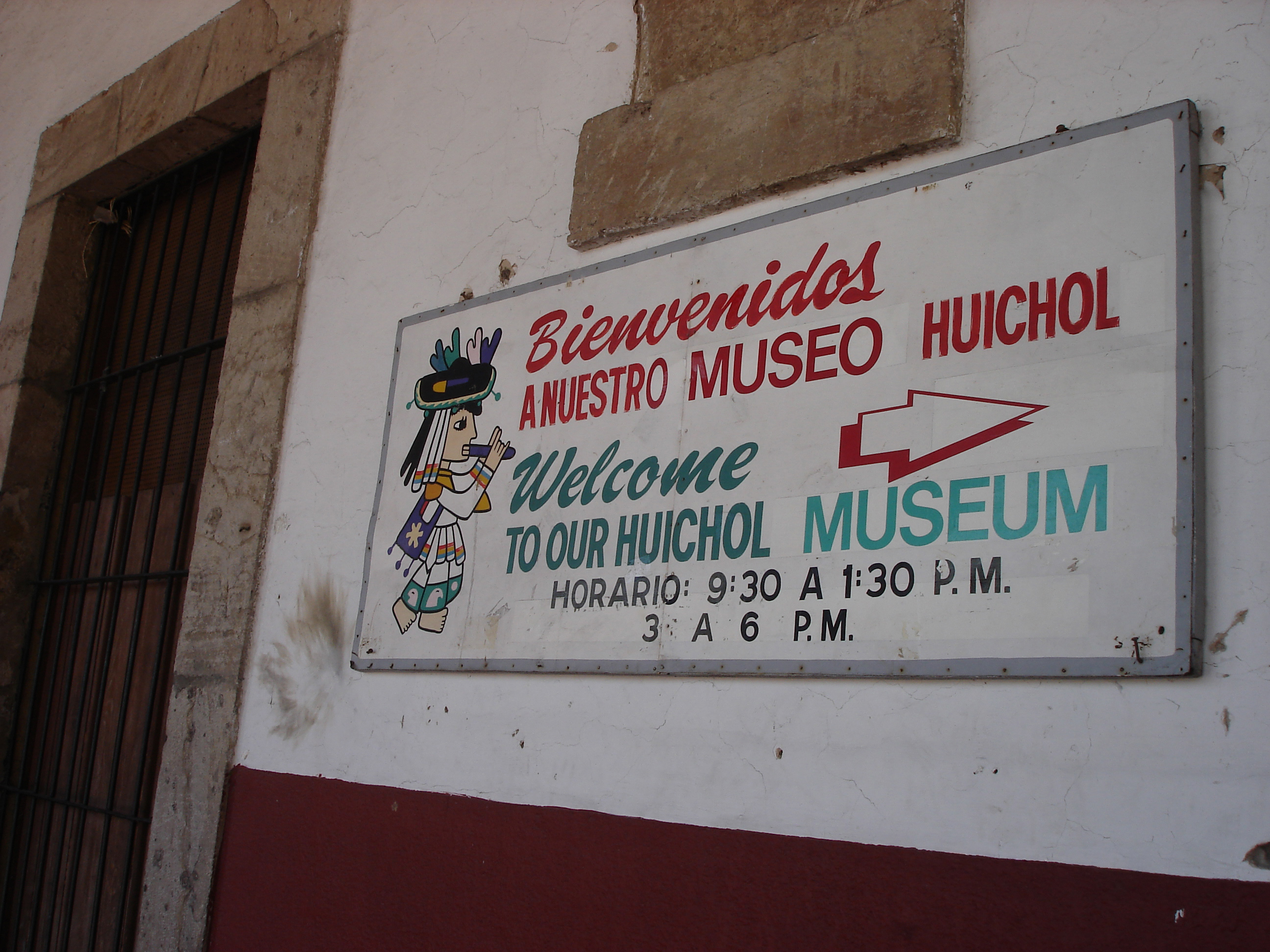
В'їзні знаки до музею Уічоль.

### Твори мистецтва
Церква має колекцію мистецтва, яка включає картини та скульптури.
- Картина маслом Хуана Круза Руїса де Кабаньяса і Креспо, який був покровителем церкви.
- Статуя Богородиці, виготовлена місцевими майстрами з Мічоакана на прохання о. Антоніо де Сеговія в 1541 році.
- Святе сімейство — твір Вікторіано Акуньї (1832)
- В атріумі костелу встановлено дві бронзові статуї, одна — о. Антоніо де Сеговія та Папи Івана Павла ІІ.

Музей Уічоля розташований поруч із базилікою та має постійну експозицію про мистецтво людей Уічоль, Тепехуан і Кора. Музей Діви Сапопан розташований на північній боці базиліки поруч із місцем, де вшановують Богородицю.